# Blatino Erotica Awards
Blatino Erotica Awards son los premios otorgados anualmente a actores pornográficos y artistas de la industria del sexo gay, pertenecientes a las etnias afro y latinoamericana en los Estados Unidos. El término "Blatino", deriva del acrónimo de las palabras black (negro en inglés) y latino.

## Historia
Los galardones Blatino Erotica Awards, comienzan en 2007 como parte de Blatino Oasis, un resort para gais y bisexuales de color ubicado en Palm Springs, California. El objetivo de la premiación, según sus organizadores, es "reconocer la contribución de los hombres de ascendencia afro y latina en la industria del sexo, que muchas veces es pasada por alto, y cuyo trabajo es clasificado como erótico o sensual por naturaleza". El creador de Blatino Erotica Awards es Joe Hawkings, un conocido activista gay afroestadounidense. En 1989, Hawkings fue el primer hombre abiertamente homosexual de color en aparecer en un programa de televisión en Estados Unidos, en The Oprah Winfrey Show.

## Ganadores
Dentro de los galardonados se encuentran conocidos artistas de la industria del porno gay, tales como Tiger Tyson (2007), Marc Williams (2008), Bobby Blake (2009), Ty Lattimore (2010), Diesel Washington (2011), y Randy Cochran (2012).